# Harriet Laneová
Harriet Rebecca Laneová (9. května 1830, Mercersburg, Pensylvánie – 3. července 1903, Narragansett Pier, Rhode Island) byla neteří 15. prezidenta USA Jamese Buchanana; protože nikdy nebyl ženat, vykonávala Harriet funkci první dámy USA.
Byla šestým ze sedmi dětí majetné venkovské rodiny, v dětství přišla o oba rodiče a ujal se jí bratr její matky James Buchanan, který byl starý mládenec. Vzal Harriet s sebou do Londýna, kde působil jako americký velvyslanec. Po Buchananově zvolení do prezidentského úřadu v roce 1857 se stala první dámou: v sedmadvaceti letech byla tehdy nejmladší osobou v této funkci, později ji překonala jen Frances Clevelandová. Získala přezdívku Demokratická královna: byla okouzlující hostitelkou, zajímala se o kulturu, módu i sociální otázky (např. usilovala o zlepšení životních podmínek v indiánských rezervacích), proto byla později srovnávána s Jacqueline Kennedyovou.
Po odchodu z Bílého domu se věnovala charitě, zřídila dětské oddělení při Johns Hopkins Hospital v Baltimore, které dosud nese její jméno, stejně jako populární pediatrická příručka vydávaná touto institucí. V roce 1866 se provdala za bankéře Henryho Eliotta Johnsona. Shromáždila rozsáhlou sbírku uměleckých děl, kterou po smrti odkázala Smithsonově institutu. Její rodný dům v Mercersburgu byl proměněn na muzeum. Je po ní pojmenován kutr pobřežní stráže USCGC Harriet Lane (WMEC-903).